# 捶鸡面
捶鸡麵是发源于江苏的手工麵，其味道特点是“是鸡不像鸡，像麵又不是麵”。现在由京杭运河流传到山东。其做法需要反复地捶，因此而得名。现在捶鸡麵在山东分布、销售较为广泛。

## 历史
捶鸡麵发源于江苏，随后沿京杭运河流传到山东，现在没有失传。在明、清时代的一些历史资料中，并没有发现一些捶鸡麵的记载。电视频道CCTV10曾经对其进行了报道。